# Lulu Island

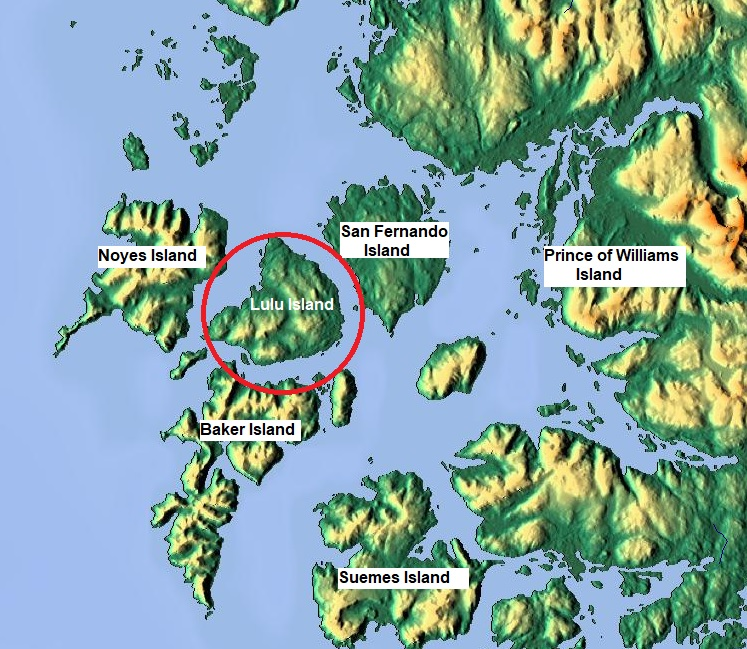
Lulu Island omcirkeld

Lulu Island is een eiland in de Alexanderarchipel in de Alaska Panhandle in het zuidoosten van Alaska in de Verenigde Staten.

## Geografie
Het eiland heeft een oppervlakte van 78 vierkante kilometer en het hoogste punt ligt op 503 meter boven zeeniveau. Het ligt tussen andere eilanden voor de westkust van het Prins van Waleseiland. Het eiland ligt tussen het Noyes Island in het westen (overzijde van het Saint Nicholas Channel), het San Fernando Island in het oosten (overzijde van het Portillo Channel), in het zuidoosten San Juan Bautista Island (overzijde van Ursua Channel) en in het zuiden het Baker Island en Saint Ignace Island (overzijde van het Port Real Marina). In het zuidwesten ligt de Siketi Sound met Cone Island. Ten noorden van het eiland ligt de Golf van Esquibel.
Administratief behoort het eiland tot het Prince of Wales-Hyder Census Area. Het eiland ligt in het Tongass National Forest.

## Geschiedenis
Het eiland werd in 1915 genoemd door Theodore Chapin van de United States National Geodetic Survey ter ere van zijn zus.